# Ackermannbogen (Stadtquartiere)
Die 395.000 Quadratmeter große Neubau-Siedlung am Ackermannbogen im Norden Münchens wird begrenzt von der Ackermann-, der Winzerer- und der Schwere-Reiter-Straße. Ursprünglich befanden sich dort Kasernengelände am Rande des Oberwiesenfeldes. Es wurde vom Freistaat Bayern als Siedlungsmodell besonders gefördert. Es umschließt das Biotop M-0117. Das Experimentier-Quartier brachte eine neue Form von Nachbarschaft hervor. Die neuen Stadtquartiere entstanden als erste Städtebauliche Entwicklungsmaßnahme, bei der in München Kasernengelände in eine Wohnsiedlung konvertiert worden sind.

## Nachbarschaft am Ackermannbogen
Die lebendige Nachbarschaft wie in einem Dorf wird von drei moderierten Bewohnertreffs getragen, dem Ackermannbogen e.V., der Gruppe „Älter werden am Ackermanbogen“ und einem Jugendtreff. Schon 2011 leisteten die Ehrenamtlichen 5.600 Stunden für 27.000 Besucher. Wichtige Gemeinschaftsräume sind die „Kreativgarage“ Rosa-Aschenbrenner-Bogen 9 und der „Olymp“ Elisabeth-Kohn-Straße 29.
Im Nachbarschaftsverein Ackermannbogen e.V. werden alle zur Verfügung stehenden Gemeinschaftsräume und alle Nachbarschaftsaktivitäten koordiniert. Neben den Gemeinschaftsräumen werden auch die 9,5 Hektar Grün-, Spiel- und Erholungsflächen für gemeinschaftliche Aktivitäten genutzt, zum Beispiel zur Pflege eines Nachbarschaftsgartens oder dem Befahren des Rodelhügels im Winter.

## Quartier Nordost – 1. Bauabschnitt 2002 bis 2004

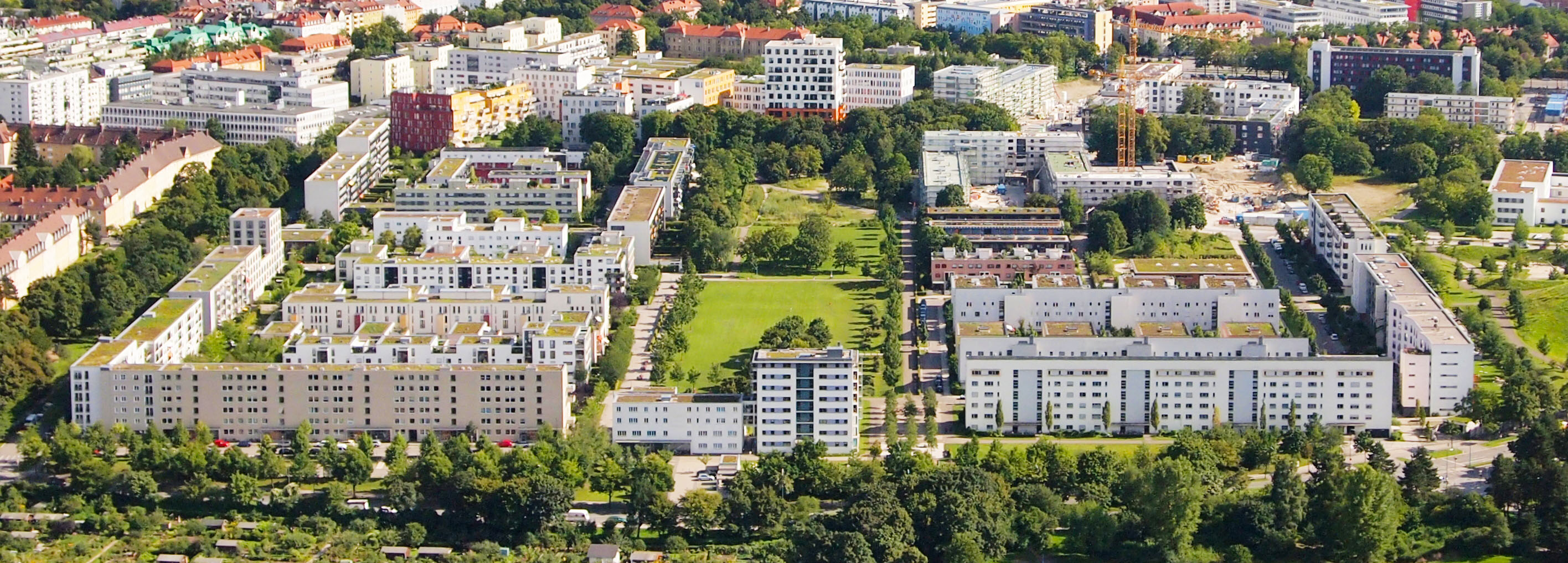
Luftbild vom Olympiaturm auf die neuen Stadtquartiere am Ackermannbogen (August 2014)

1994 erwarb die Stadt München die ehemaligen Kasernengelände vom Bund und startete die erste Städtebauliche Entwicklungsmaßnahme. Den städtebaulichen Ideenwettbewerb von 1996 gewannen die Architekten Vogel und Brunninger sowie die Landschaftsarchitektin Lex-Kerfers. Sie trennten jeweils 2 Bauabschnitte im Norden und Süden durch Grünflächen.
In Schwabinger Blockstruktur entstanden im ersten Bauabschnitt 650 Wohneinheiten nach einem Modell, das auf der Expo 2000 als innovativer Wohnungsbau vorgestellt worden war. 50 % der Eigentumswohnungen sind preisgebunden, 30 % geförderte Eigentumswohnungen nach dem München Modell und 20 % geförderte Mietwohnungen.

## Quartiere Südost und Nordwest – 2. und 3. Bauabschnitt 2004 bis 2008

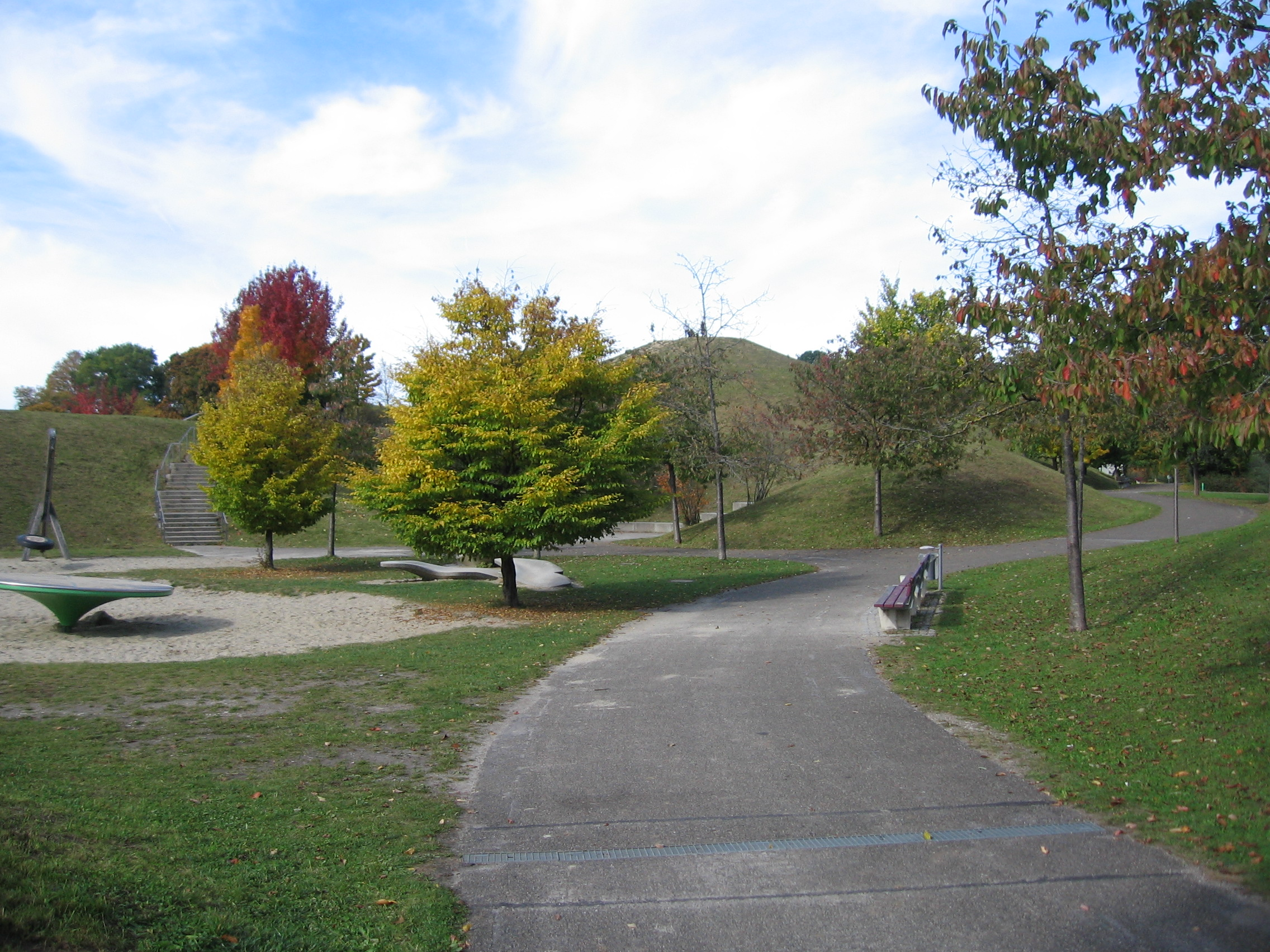
Rodelhügel Quartier Nord-West Ackermannbogen

Im Bauabschnitt Südost entstanden von 2004 bis 2008 etwa 350 Wohnungen und 11.000 Quadratmeter Gewerbefläche, das Business Plaza Schwabing. Ein an ein W erinnernder mäanderförmiger Baukörper entlang der Adam-Lehmann-Straße schließt das Quartier zum Quartiersplatz mit einem 42 Meter hohen, 12-stöckigen Hochhaus ab.
Das Quartier Südost umfasst ein Trockenbiotop von 13.000 Quadratmetern mit artenreichem Magerrasen. Unter den 100 Pflanzenarten stehen der Schweizer Moosfarn, die Sprossende Felsennelke und die Rispen-Flockenblume auf der Bayerischen Roten Liste gefährdeter Pflanzenarten.
Der Bauabschnitt Nordwest, zwischen 2005 und 2007 fertiggestellt, brachte für 400 Wohnungen „solare Nahwärme“, die auf großen Kollektordächern erzeugt und für den Winter im sogenannten Rodelhügel gespeichert wird.

## Quartier Südwest – 4. Bauabschnitt 2011 bis 2014

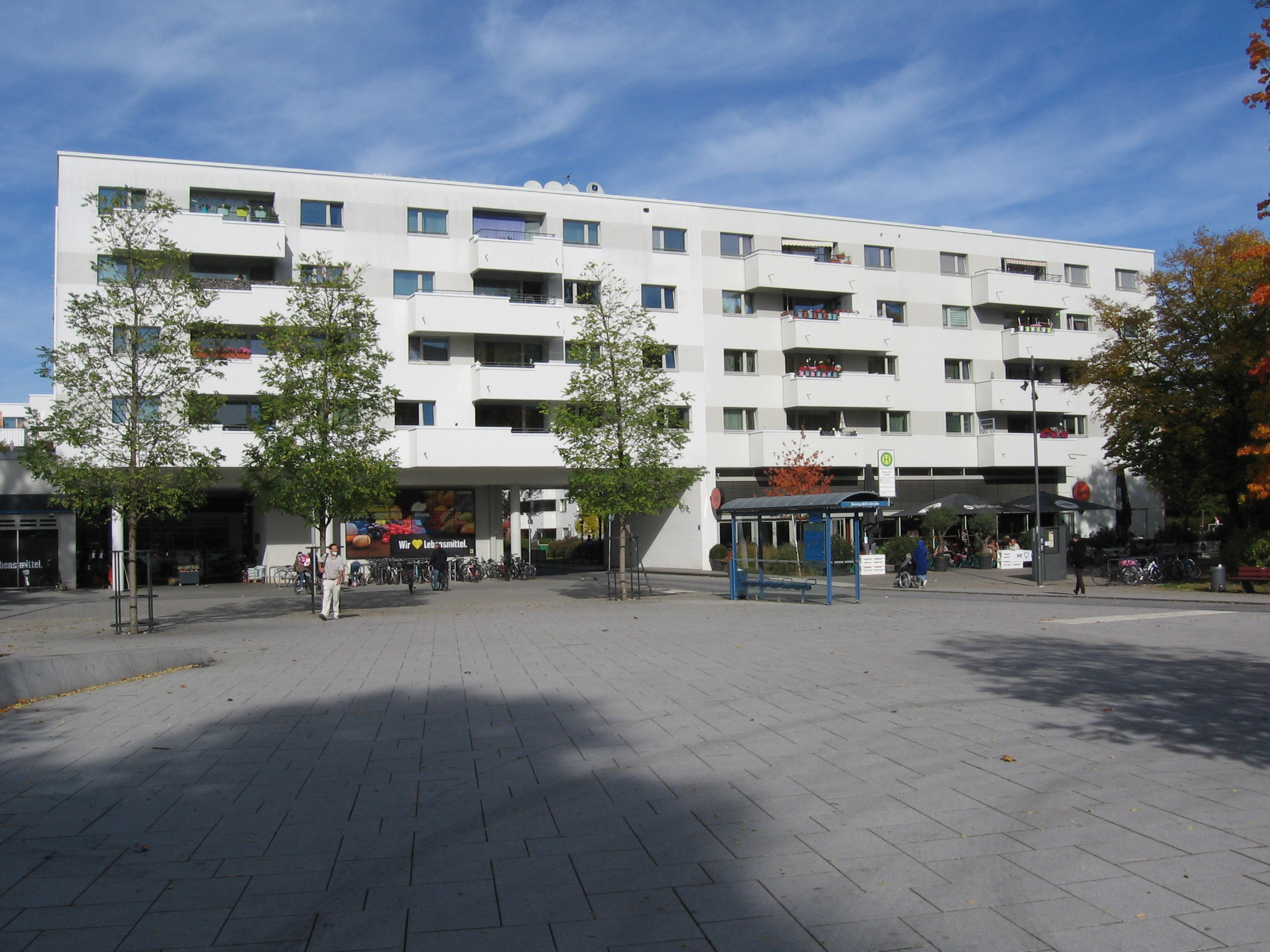
Stadtplatz der Quartiere am Ackermannbogen

Zwischen 2011 und 2014 wurde die südwestliche Ecke des vierten Quartierteils um den zentralen, langgestreckten sechseckigen Stadtplatz gebaut. Die 400 Quadratmeter große Freifläche des Stadtplatzes wird von einem langgestreckten Gebäude mit Supermarkt, Gaststätte und Nachbarschaftstreff nach Norden begrenzt.
An einem 1.000 Quadratmeter großen Nachbarschaftsgarten vorbei führt ein Radweg in Ost-West-Richtung hin zu einer Brücke hinüber ins Olympiagelände. In Nord-Süd-Richtung hält eine Buslinie auf dem Stadtplatz. Die Stadtteilwoche bespielte im Juli 2017 den zentralen Stadtplatz samt angrenzender Grünflächen.
Insgesamt 2.250 Wohnungen auf 185.000 Quadratmetern Geschossfläche, 72.000 Quadratmeter Gewerbefläche und 9,7 Hektar Grünflächen sind schließlich auf den ehemaligen Kasernengelände am Ackermannbogen in 13 Jahren entstanden.

## Rosa-Aschenbrenner-Bogen 9

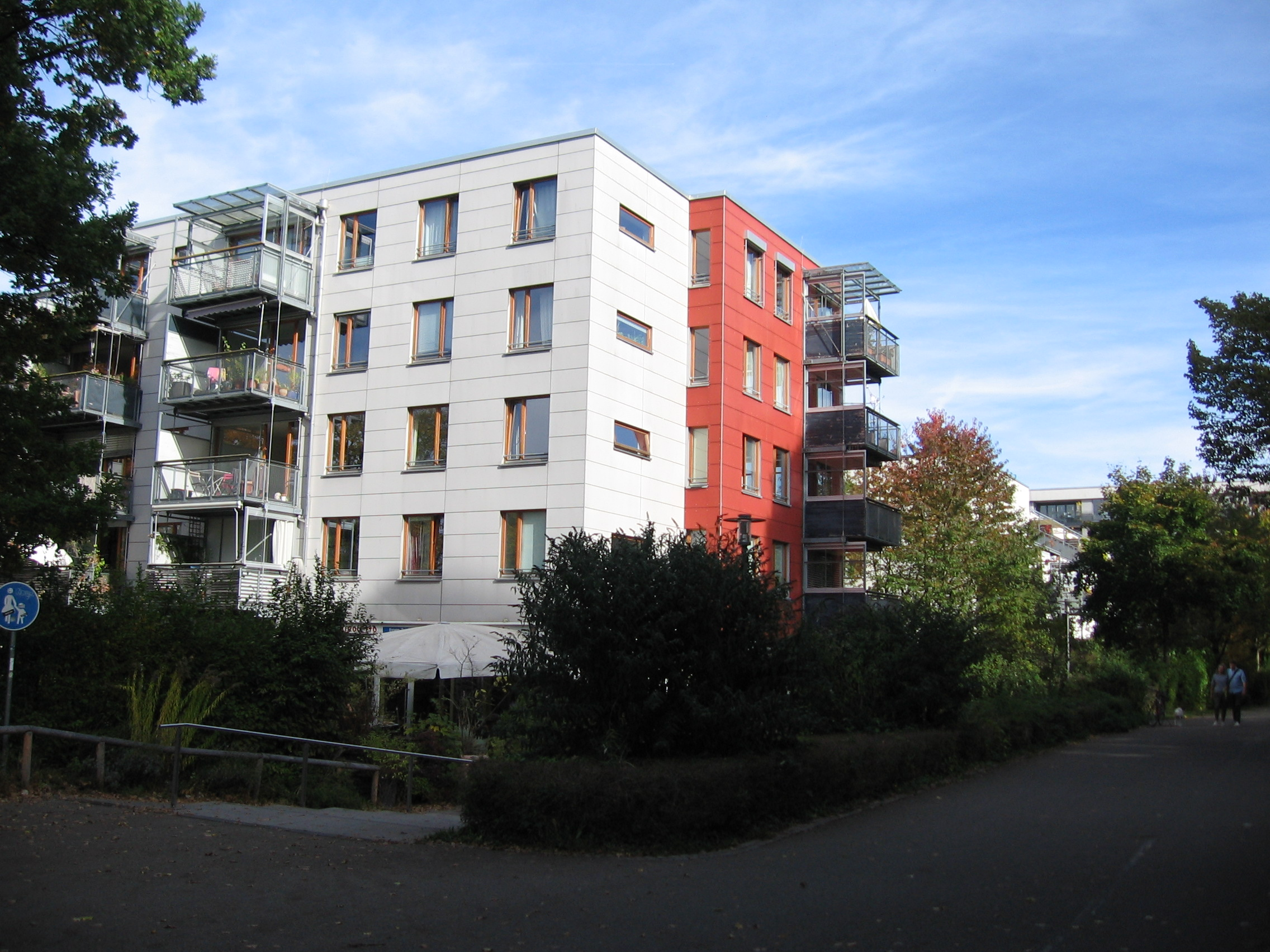
Hauptgebäude des Genossenschaftsprojektes Wagnis 1

1999 beschloss der Stadtrat, Baugruppen und Wohnungsbaugenossenschaften erstmals als Bauträger bei städtebaulichen Entwicklungsmaßnahmen zuzulassen. Die neugegründete Wohnungsbaugenossenschaft Wagnis verwirklichte eine Wohnungsanlage mit 92 Wohnungen in vier Häusern. 56 Wohnungen wurden durch Mittel der einkommensorientierten Förderung (EOF) unterstützt. Gemeinschaftsräume, Büros und eine Gaststätte im Gebäude Rosa-Aschenbrenner-Bogen 9 steuern einen wichtigen Beitrag zum einmaligen Nachbarschaftskonzept der vier Stadtquartiere am Ackermannbogen bei.
Das Genossenschaftsprojekt Wagnis 1 zeichnete sich durch einen guten MIx von EOF, München Modell und frei finanziertem Wohnungsbau aus. Geringe Nebenkosten auf Grund von Selbstverwaltung, eine geringe Fluktuationsrate und eine gelebte Nachbarschaft in Gemeinschaftsräumen bringen den Bewohnern vielfältigen Nutzen und eine gute Wohnqualität.

## Belege
1. ↑  Ellen Draxel: Nimmermüde Netzwerker. Hrsg.: Süddeutsche Zeitung. 17. Juni 2011.
2. ↑  Lageplan Ackermannbogen. Abgerufen am 17. November 2021.
3. ↑  Süddeutsche Zeitung: Lebendiger Knotenpunkt. Abgerufen am 18. November 2021.
4. ↑  Süddeutsche Zeitung: "Wie ein Dorf". Abgerufen am 18. November 2021.
5. 1 2 3 4  Andreas Friedel: Die soziale Wohnungspolitik der Städte Wien und München im Vergleich 2014. (PDF) Abgerufen am 20. November 2021.
6. ↑  Christa Eder und Eike Schrimm: Neu gebaut nach altem Rezept. Hrsg.: Süddeutsche Zeitung. 4. August 2004.
7. ↑  Immobilienzeitung 19. Juli 2007: Business Plaza Schwabing am Ackermannbogen. Abgerufen am 1. Dezember 2021.
8. ↑  Ellen Draxel: Das Herz des Ackermannbogens. Hrsg.: Süddeutsche Zeitung. 24. Oktober 2013.
9. ↑  Hartmut Netz: Nachbarschaften wie früher. Die Wohnungswirtschaft 4/2013, abgerufen am 8. Dezember 2021.